# قائمة العملات في الوطن العربي
هذه قائمة بالعملات النقدية المتداولة حاليا في الدول العربية.

## العملات العربية
| العملة           | رمز آيزو 4217 | الدولة المستعملة بها     | رمز العملة |
| ---------------- | ------------- | ------------------------ | ---------- |
| الريال السعودي   | SAR           | المملكة العربية السعودية | [ 1 ]      |
| الدينار البحريني | BHD           | البحرين                  | د.ب        |
| الدينار الجزائري | DZD           | الجزائر                  | د.ج        |
| الدينار العراقي  | IQD           | العراق                   | د.ع        |
| الدينار الأردني  | JOD           | الأردن                   | د.أ        |
| الدينار الكويتي  | KWD           | الكويت                   | د.ك        |
| الدينار التونسي  | TND           | تونس                     | د.ت        |
| الدرهم الإماراتي | AED           | الإمارات العربية المتحدة | د.إ        |
| الدرهم المغربي   | MAD           | المغرب                   | د.م        |
| الفرنك الجيبوتي  | DJF           | جيبوتي                   | ف.ج        |
| الجنيه المصري    | EGP           | جمهورية مصر العربية      | ج.م        |
| الريال القطري    | QAR           | قطر                      | ر.ق        |
| الليرة اللبنانية | LBP           | لبنان                    | ل.ل        |
| الجنيه السوداني  | SDG           | السودان                  | ج.س        |
| الليرة السورية   | SYP           | سوريا                    | ل.س        |
| الريال العماني   | OMR           | عمان                     | ر.ع        |
| الريال اليمني    | YER           | اليمن                    | ر.ي        |
| الجنيه الفلسطيني | ILS           | فلسطين                   | ج.ف        |
| الشلن الصومالي   | SOS           | الصومال                  | ش.ص        |
| أوقية موريتانية  | MRU           | موريتانيا                | أ.م        |